# (2528) Mohler
(2528) Mohler (1953 TF1) – planetoida z pasa głównego asteroid okrążająca Słońce w ciągu 5,56 lat w średniej odległości 3,14 j.a. Odkryta 8 października 1953 roku.